# 土岐政房
土岐 政房（とき まさふさ）は、戦国時代の武将。美濃守護。土岐成頼の嫡男。初名は頼継で、8代将軍足利義政から偏諱を受け政房に改名した。

## 生涯
舞の名手で、応仁の乱を逃れて美濃の革手城に滞在していた一条兼良は日記で美伊法師（政房）の舞いを褒めている。
土岐氏の嫡男となっていたが、父の成頼は弟の元頼を溺愛して政房の廃嫡を図った。成頼の指示を受けて守護代斎藤利藤と小守護代石丸利光らが元頼を擁立し、母方の叔父の斎藤妙純（利藤の異母弟）が政房を擁立したため、明応3年（1494年）に内乱が起きた（船田合戦）。明応4年（1495年）7月に政房は妙純と共に元頼方を破り、同年9月に成頼は隠居して政房が家督と守護職を継ぐ。元頼方は再挙を図るが、明応5年（1496年）5月30日、妙純は城田寺城を囲み、元頼と利光は自害し、勝利した。
美濃では守護代の斎藤氏の力が土岐氏を凌ぐようになっており、船田合戦を通じてさらに強まったが、明応5年12月、妙純は近江へ出兵して六角氏と戦うが大敗を喫し、子の利親と共に戦死してしまう。その後は小守護代の長井長弘の力が強まった。
永正6年（1509年）、政房は岐阜市長良福光に福光城を築きここに移る。
永正10年（1513年）5月、政房と斎藤彦四郎（利親の弟）は合戦となり、その中で西尾秀教（直教の子）が戦死している。
政房は長男頼武を差し置いて次男頼芸を後継者にしようとし、長井長弘がこれを支持したが、頼武には斎藤利良（利親の子）が味方して家督争いが起こった。永正14年（1517年）12月、両者は戦闘となり、政房は大敗を喫した。政房は斎藤彦四郎とも連携し、翌年には頼芸派が勝利を納め、頼武・利良は越前に逃れた。政房は幕府を通じ朝倉孝景に頼武らの引渡しを求めたが、実現はしなかった。
政房は永正16年（1519年）6月16日に死去。政房の死後、同年に朝倉氏の助力を得て頼武が守護の座についたが、頼芸派はなおも家督奪取を狙ったため、以後も美濃の混乱は続いた。
墓所は岐阜市茜部成就寺跡。戒名は「承隆寺殿海雲宗寿大居士」。